# Стивен Тоболовски
Стивен Харолд Тоболовски (енгл. Stephen Harold Tobolowsky; Далас, 30. мај 1951), амерички је позоришни, филмски и ТВ глумац.
Најпознатији по споредним улогама у филмовима Херој (1992), Ниске страсти (1992), Мемоари невидљивог човека (1992), Дан мрмота (1993), Пробуђена савест (1999), Мементо (2000), Уврнути петак (2003), Гарфилд (2004), Лоракс (2012) и ТВ серији Гли.